# Padișah
Padișah vine din limba persană și se traduce prin Monarh. Este un titlu purtat, în trecut, de conducătorul absolut al unei țări, monarh,  în unele țări din Orientul Apropiat și Mijlociu

## Etimologie
Shāh, în persana modernă și în persana de mijloc Šāh (شاه), descende din persana veche xšāyaθiya, "rege", care are rădăcini comune cu Limba sanscrită क्ष्त्रिय (xšatriya) însemnând "rege" și limba greacă veche krasthai.